# Всероссийская сельскохозяйственная перепись (2016)
Всероссийская сельскохозяйственная перепись — мероприятия отечественной статистики по сбору данных о состоянии агропромышленного сектора экономики Российской Федерации — России.
Сельскохозяйственная перепись была проведена в 2016 году в соответствии с Федеральным законом № 108-ФЗ «О Всероссийской сельскохозяйственной переписи», от 21 июля 2005 года. Ответственный за её проведение — Росстат.

## Цели переписи
- формирование федеральных информационных ресурсов, содержащих сведения о состоянии и структуре сельского хозяйства, о наличии и использовании его ресурсного потенциала для проведения прогноза развития сельского хозяйства и выработки мер экономического воздействия на повышение его эффективности;
- формирование системы статистического учёта в области сельского хозяйства;
- обеспечение возможности получения статистической информации в области сельского хозяйства по муниципальным образованиям;
- получение детальных характеристик сельского хозяйства, которые будут использоваться в качестве базисных пропорций при досчетах статистических показателей в межпереписной период;
- актуализация генеральной совокупности объектов для проведения различного рода выборочных обследований в межпереписной период;
- обеспечение возможности сопоставления итогов сельскохозяйственной переписи с используемыми в международной практике статистическими данными в области сельского хозяйства.

## Сроки проведения
В соответствии с постановлением Правительства Российской Федерации с 10 апреля 2013 г. № 316 «Об организации Всероссийской сельскохозяйственной переписи 2016 года» установлен срок проведения ВСХП — с 1 по 25 июля 2016 года по состоянию на 1 июля 2016 года.
На отдаленных и в труднодоступных территориях, транспортное сообщение с которыми в период проведения переписи будет затруднено, перепись проводится в зависимости от района с 1 июля до 15 августа 2016 или — с 15 сентября по 15 ноября 2016 года, при этом сведения о посевных площадях указываются в переписных листах под урожай 2016 года, сведения о поголовье сельскохозяйственных животных по состоянию на 1 сентября 2016 года.

## Объекты сельскохозяйственной переписи
- сельскохозяйственные организации;
- микропредприятия
- крестьянские (фермерские) хозяйства
- индивидуальные предприниматели;
- подсобные сельхозпредприятия несельскохозяйственных организаций;
- граждане имеющие ЛПХ , ИЖС, не входящие в объединения в городских поселениях;
- граждане имеющие ЛПХ , ИЖС, не входящие в объединения в сельских поселениях
- садоводческие, огороднические, животноводческие и дачные некоммерческие объединения граждан.

## Итоги переписи

### Публикации
Руководитель публикации — Лайкам, Константин Эмильевич
По результатам ВСХП выпущено несколько томов итогов
Предварительные итоги
- Том 1. Предварительные итоги Всероссийской сельскохозяйственной переписи 2016 года по Российской федерации
- Том 2. Предварительные итоги Всероссийской сельскохозяйственной переписи 2016 года по субъектам Российской федерации

Основные итоги
- Том 1. Число объектов Всероссийской сельскохозяйственной переписи 2016 года. Трудовые ресурсы и их характеристика
- Том 2. Земельные ресурсы и их использование
- Том 3. Посевные площади сельскохозяйственных культур и площади многолетних насаждений и ягодных культур
- Том 4. Поголовье сельскохозяйственных животных
- Том 5. Технические средства, производственные помещения и инфраструктура
- Том 6. Всероссийская сельскохозяйственная перепись 2006 года: программа, методология и организация проведения
- Том 7. Итоги Всероссийской сельскохозяйственной переписи 2006 года. (Атлас переписи)

### Анализ результатов переписи
По результатам переписи, общая площадь неиспользуемых сельхозугодий составила 97,2 млн гектаров (44 % от всех сельхозугодий страны). До проведения переписи считалось[кем?], что в России 222 млн га сельхозугодий, однако перепись выявила только 142,2 млн гектаров, то есть 64 % всех угодий, при этом 36 % всех угодий не были охвачены переписью. Из них 30 млн га оказалась не закреплена за сельхозтоваропроизводителями (для сравнения, в 1990 году эта площадь составляла лишь 8,3 млн гектаров). По мнению В. Узуна, существует две причины данного явления. В первом случае сельхозтоваропроизводители сами отказались от данной земли в силу низкой экономической рентабельности. Во втором случае необходимо затратить большую сумму денег для переоформления земли в собственность или аренду. Ещё 50 млн га земли по Росреестру формально имеют собственников или пользователей, однако переписчикам не удалось их найти.
Площадь залежей (необрабатываемой много лет пашни) в собственности сельхозтоваропроизводителей на начало 2017 года составляла 3,5 млн га, а по данным переписи она оказалась в 3 раза больше — 10,1 млн га. Площадь многолетних насаждений оказалась в 3 раза меньше по сравнению с данными текущего учёта, а площадь пастбищ — в 2 раза меньше. Не закреплено за сельхозтоваропроизводителями или собственников не удалось обнаружить в ходе переписи для 28,1 млн га пашни (29,2 % от всей площади пашни), 13,7 млн га сенокосов (57,1 % от всей площади сенокосов) и 41,9 млн га пастбищ (61,3 % от всей площади пастбищ).
За прошедший между переписями промежуток в 10 лет уменьшилась площадь засеянных под все виды зерновых культур, технических культур, картофеля, овощей и многолетних насаждений площадей при уменьшении доли незасеянной пашни и увеличения поголовья скота на 100 га сельхозугодий.
Численность сельскохозяйственных организаций (СХО) по результатам переписи сократилось с 59 до 36 тысяч, что противоречит данным текущего учёта об увеличении СХО за 10 лет почти на 12 тысяч. Треть из участвовавших в переписи СХО уже не осуществляли хозяйственную деятельность и были на грани исчезновения. При этом СХО за 10 лет потеряли треть сельхозугодий, 21,1 % пашни и около половины сенокосов и пастбищ. Сельскохозяйственые организации за 10 лет с момента первой переписи потеряли 42,2 млн га сельхозугодий, из которых 15,4 млн га перешла к фермерам, 3 млн га по данным переписи (11,5 млн га по данным Росреестра) в домашние хозяйства населения, а остальная часть вошла в состав заброшенных земель. Произошла дифференциация СХО: большая часть СХО уменьшилась до размера малых предприятий и микрохозяйств (то есть, по мнению авторов[кто?], фактически перешла в категорию фермерских хозяйств), а 445 крупнейших фирм сосредоточили в своих руках 69 % сельхозугодий. По сравнению с предыдущей переписью численность крестьянских (фермерских) хозяйств (КФХ) и индивидуальных предпринимателей (ИП) снизилась на 110 тысяч человек, но при этом фермеры увеличили как общую площадь используемых земель, так и площадь всех видов угодий. При этом число используемых фермерами земель по переписи оказалась больше зарегистрированной в Росреестре на 14,5 млн га, а пашни на 8 млн. Фермерский сектор демонстрирует сильную дифференциацию: больше половины всех земель принадлежит 5,8 тыс. домохозяйств, которые составляют всего 3,3 % от общей численности участвовавших в переписи фермеров. При этом средняя площадь принадлежащих таким фермерским хозяйствам земель составляет 3,8 тыс. га на одно хозяйство. Перепись выявила, что фермеры используют 43,3 млн га вместо 28,8 млн га по данным Росреестра. При этом хозяйства населения использовали 14,3 млн га вместо 77,3 млн га по данным Росреестра. В связи с этим эксперты предлагают вместо переписывания мелких домохозяйств (более 30 млн единиц) сосредоточиться на анкетировании 2-3 млн реальных сельхозтоваропроизводителей.

### Сравнение результатов переписи с другими статистическими данными
|                                    | По данным переписи | По данным переписи | По данным переписи | По данным Росреестра на 1.01         | По данным Росреестра на 1.01         | По данным Росреестра на 1.01            | По данным Росреестра на 1.01            | По данным Росреестра на 1.01 | По данным Росреестра на 1.01 | Не охвачено переписью | Не охвачено переписью | % незакрепленных и неохваченных переписью площадей | % незакрепленных и неохваченных переписью площадей |
| Всего                              | Всего              | По данным переписи | По данным переписи | Закреплено за сельхозпроизводителями | Закреплено за сельхозпроизводителями | Не закреплено за сельхозпроизводителями | Не закреплено за сельхозпроизводителями |                              |                              | Не охвачено переписью | Не охвачено переписью | % незакрепленных и неохваченных переписью площадей | % незакрепленных и неохваченных переписью площадей |
| 2006                               | 2016               | 2016 в % к 2006 г. | 2007               | 2017                                 | 2007                                 | 2017                                    | 2007                                    | 2017                         | 2006                         | 2016                  | 2006                  | 2016                                               |                                                    |
| ---------------------------------- | ------------------ | ------------------ | ------------------ | ------------------------------------ | ------------------------------------ | --------------------------------------- | --------------------------------------- | ---------------------------- | ---------------------------- | --------------------- | --------------------- | -------------------------------------------------- | -------------------------------------------------- |
| Общая земельная площадь, тыс. га   | 450600             | 349151             | 77,5               | -                                    | -                                    | 532146                                  | 521652                                  | -                            | -                            | 81547                 | 172501                | -                                                  | -                                                  |
| из неё сельскохозяйственные угодья | 165985             | 142207             | 85,7               | 220633                               | 222040                               | 190588                                  | 192901                                  | 30045                        | 29139                        | 24603                 | 50694                 | 24,8                                               | 36,0                                               |
| в том числе пашня                  | 102140             | 94594              | 92,6               | 121574                               | 122707                               | 115374                                  | 116710                                  | 6200                         | 5997                         | 13234                 | 22116                 | 16,0                                               | 22,9                                               |
| в том числе сенокосы               | 13930              | 10299              | 73,9               | 23992                                | 24021                                | 17392                                   | 17117                                   | 6601                         | 6904                         | 3461                  | 6818                  | 41,9                                               | 57,1                                               |
| в том числе пастбища               | 35201              | 26519              | 75,3               | 68125                                | 68489                                | 52662                                   | 53672                                   | 15463                        | 14816                        | 17461                 | 27154                 | 48,3                                               | 61,3                                               |
| в том числе многолетние насаждения | 778                | 654                | 84,1               | 1797                                 | 1901                                 | 1739                                    | 1811                                    | 59                           | 90                           | 960                   | 1157                  | 56,7                                               | 65,6                                               |
| в том числе залежь                 | 13936              | 10141              | 72,8               | 5144                                 | 4924                                 | 3421                                    | 3592                                    | 1723                         | 1332                         | -                     | -                     | -                                                  | -                                                  |

|                                                                              | По данным переписи 2006 года | По данным переписи 2016 года | 2016 в % к 2006 г. | Данные Росреестра на 1.01 2007 года | Данные Росреестра на 1.01 2017 года | Не охвачено переписью в 2006 году | Не охвачено переписью в 2017 году |
| ---------------------------------------------------------------------------- | ---------------------------- | ---------------------------- | ------------------ | ----------------------------------- | ----------------------------------- | --------------------------------- | --------------------------------- |
| Число организаций (хозяйств) — всего, тыс.                                   | 59,2                         | 36,1                         | 61,0               | 57,3                                | 69,1                                | -1,9                              | 33,0                              |
| из них осуществлявшие сельскохозяйственную деятельность в I полугодии 2016 г | 40,6                         | 27,5                         | 67,7               | -                                   | -                                   | -                                 | -                                 |
| Общая земельная площадь, тыс. га                                             | 410264                       | 291588                       | 71,1               | 447761                              | 415515                              | 37497                             | 123927                            |
| из неё сельскохозяйственные угодья                                           | 132292                       | 90107                        | 68,1               | 131745                              | 116038                              | -547                              | 25930                             |
| в том числе пашня                                                            | 82224                        | 64861                        | 78,9               | 84639                               | 75064                               | 2415                              | 10203                             |
| в том числе сенокосы                                                         | 10176                        | 5068                         | 49,8               | 10571                               | 9451                                | 394                               | 4383                              |
| в том числе пастбища                                                         | 30202                        | 15202                        | 50,3               | 33860                               | 28981                               | 3658                              | 13778                             |
| в том числе многолетние насаждения                                           | 373                          | 285                          | 76,3               | 371                                 | 370                                 | -2                                | 86                                |
| в том числе залежь                                                           | 9316                         | 4692                         | 50,4               | 2305                                | 2172                                | -7011                             | -2520                             |

|                                                                              | По данным переписи 2006 года | По данным переписи 2016 года | 2016 в % к 2006 г. | Данные Росреестра на 1.01 2007 года | Данные Росреестра на 1.01 2017 года | Не охвачено переписью 2006 года | Не охвачено переписью 2016 года |
| ---------------------------------------------------------------------------- | ---------------------------- | ---------------------------- | ------------------ | ----------------------------------- | ----------------------------------- | ------------------------------- | ------------------------------- |
| Число организаций (хозяйств) — всего, тыс.                                   | 285,1                        | 174,8                        | 61,3               | 304,6                               | 312,3                               | 19,5                            | 137,5                           |
| из них осуществлявшие сельскохозяйственную деятельность в I полугодии 2016 г | 147,5                        | 115,6                        | 78,4               | -                                   | -                                   | -                               | -                               |
| Общая земельная площадь, тыс. га                                             | 29371                        | 43312                        | 147,5              | 22027                               | 28794                               | -7344                           | -14518                          |
| из неё сельскохозяйственные угодья                                           | 24143                        | 39576                        | 163,9              | 20869                               | 27379                               | -3274                           | -12198                          |
| в том числе пашня                                                            | 16740                        | 26846                        | 160,4              | 15609                               | 18800                               | -1131                           | -8046                           |
| в том числе сенокосы                                                         | 1124                         | 2227                         | 198,1              | 948                                 | 1241                                | -176                            | -987                            |
| в том числе пастбища                                                         | 3744                         | 9008                         | 240,6              | 4208                                | 7137                                | 464                             | -1871                           |
| в том числе многолетние насаждения                                           | 28                           | 53                           | 190,6              | 17                                  | 38                                  | -11                             | -15                             |
| в том числе залежь                                                           | 2508                         | 1442                         | 57,5               | 89                                  | 164                                 | -2419                           | -1278                           |

|                                                                               | По данным переписи 2006 года | По данным переписи 2016 года | 2016 в % к 2006 г. | Данные Росреестра на 1.01 2007 года | Данные Росреестра на 1.01 2017 года | Не охвачено переписью 2006 года | Не охвачено переписью 2006 года | % не охваченных переписью площадей 2016 года | % не охваченных переписью площадей |
| ----------------------------------------------------------------------------- | ---------------------------- | ---------------------------- | ------------------ | ----------------------------------- | ----------------------------------- | ------------------------------- | ------------------------------- | -------------------------------------------- | ---------------------------------- |
| Число организаций (хозяйств) — всего, тыс                                     | 22880                        | 23564                        | 103,0              | 45902                               | 48725                               | 23022,5                         | 25161                           | 50,2                                         | 51,6                               |
| из них осуществлявшие сельскохозяйственную деятельность в I полугодии 2016 г. | 20294                        | 18788                        | 92,6               | -                                   | -                                   | -                               | -                               | -                                            | -                                  |
| Общая земельная площадь, тыс. га                                              | 10965                        | 14251                        | 130,0              | 62358                               | 77343                               | 51393                           | 63092                           | 82,4                                         | 81,6                               |
| из неё сельскохозяйственные угодья                                            | 9550                         | 12523                        | 131,1              | 37973                               | 49485                               | 28423                           | 36962                           | 74,8                                         | 74,7                               |
| в том числе пашня                                                             | 3176                         | 2887                         | 90,9               | 15127                               | 22846                               | 11951                           | 19959                           | 79,0                                         | 87,4                               |
| в том числе сенокосы                                                          | 2630                         | 3004                         | 114,2              | 5873                                | 6426                                | 3243                            | 3421                            | 55,2                                         | 53,2                               |
| в том числе пастбища                                                          | 1255                         | 2308                         | 183,9              | 14595                               | 17554                               | 13340                           | 15246                           | 91,4                                         | 86,9                               |
| в том числе многолетние насаждения                                            | 378                          | 317                          | 83,9               | 1351                                | 1403                                | 974                             | 1086                            | 72,1                                         | 77,4                               |
| в том числе залежь                                                            | 2112                         | 4007                         | 189,7              | 1028                                | 1256                                | -1084                           | -2752                           | -105,5                                       | -219,1                             |

|                                               | По данным переписи, 2016 г | По данным Росстата, 2016 г | Перепись в % к данным Росстата |
| --------------------------------------------- | -------------------------- | -------------------------- | ------------------------------ |
| Посевная площадь тыс. га                      | 79209                      | 79993                      | 99,0                           |
| в том числе: зерновые и зернобобовые культуры | 47429                      | 47110                      | 100,7                          |
| технические культуры                          | 13575                      | 13599                      | 99,8                           |
| картофель                                     | 1429                       | 2053                       | 69,6                           |
| овощные и бахчевые культуры                   | 716                        | 848                        | 84,4                           |
| кормовые культуры                             | 16061                      | 16378                      | 98,1                           |
| Многолетние насаждения, тыс. га               | 470                        | 517                        | 90,9                           |
| Условное поголовье скота, тыс. гол            | 42393                      | 40921                      | 103,6                          |
| Крупный рогатый скот                          | 19319                      | 18753                      | 103,0                          |
| коровы                                        | 7984                       | 8264                       | 96,6                           |
| Свиньи                                        | 23269                      | 22028                      | 105,6                          |
| Овцы и козы                                   | 27217                      | 24844                      | 109,6                          |
| Птица                                         | 557121                     | 553011                     | 100,7                          |